# Grydelåg
Grydelåg er et låg til at lægge over en gryde, typisk fremstillet af glas eller metal.  Grydelåget kan benyttes for at undgå fremmedlegemer i maden, desuden spares der energi under opvarmning ved brug af grydelåg, da der kun skal bruges en tredjedel energi i forhold til hvis man ikke benytter låg. 